# Grande-Rivière-du-Nord (arrondissement)
Grande-Rivière-du-Nord (Haïtiaans-Creools: Grann Rivyè dinò) is een arrondissement van het Haïtiaanse departement Nord, met 64.500 inwoners inwoners. De postcodes van dit arrondissement beginnen met het getal 13.
Het arrondissement Grande-Rivière-du-Nord bestaat uit de volgende gemeenten:
- Grande-Rivière-du-Nord (hoofdplaats van het arrondissement)
- Bahon